# Kanya Fujimoto
Kanya Fujimoto (藤本 寛也 Fujimoto Kanya?, Yamanashi, 1 de julio de 1999) es un futbolista japonés que juega de centrocampista en el Birmingham City F. C. de la EFL Championship de Inglaterra.

## Trayectoria

### Clubes
| Club                       | País       | Año       |
| -------------------------- | ---------- | --------- |
| Tokyo Verdy                | Japón      | 2018-2022 |
| Gil Vicente F. C. (cedido) | Portugal   | 2020-2022 |
| Gil Vicente F. C.          | Portugal   | 2022-2025 |
| Birmingham City F. C.      | Inglaterra | 2025-     |